# 1600 TCN
Năm 1600 TCN là một năm trong lịch Julius. 